# Georges Köhler
George Jean Franz Köhler (Monaco di Baviera, 17 aprile 1946 – Friburgo in Brisgovia, 1º marzo 1995) è stato un biologo tedesco.

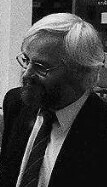
Einweihung des Max-Planck-Institutes für Immunbiologie (1990))

Insieme a César Milstein e Niels K. Jerne, Köhler vinse il Premio Nobel per la medicina nel 1984, "per il suo lavoro sul sistema immunitario e la produzione di anticorpi monoclonali".
Nel 1984 divenne direttore dell'Istituto per l'immunologia Max Planck dove ha lavorato fino alla sua morte, sopraggiunta nel 1995 a causa di un attacco cardiaco.